# Trzaskaniec
Trzaskaniec – część miasta Łukowa, położona w jego północnej części, wzdłuż ulicy Trzaskoniec.